# نوتوسراتوپس
نوتوسراتوپس(نام علمی: Notoceratops) نام یک سرده از تیره شاخ‌چهرگان است.